# Sergio Balanzino
Sergio Silvio Balanzino (Bolonia, Italia; 20 de junio de 1934-Roma, 25 de febrero de 2018) fue un abogado y político italiano.

## Biografía
Se graduó en Derecho en la Universidad de La Sapienza, en Roma y se unió al servicio de relaciones exteriores de Italia en 1958. Fue embajador en Canadá desde mayo de 1990 hasta enero de 1994. Entonces fue ascendido a vicesecretario general de la OTAN. El 13 de agosto de 1994 sucedió a Manfred Wörner en la Secretaría General de la OTAN. Después, el 17 de octubre de 1994, fue substituido por Willy Claes, quién se vio forzado a dimitir cuando se le acusó de corrupción el 20 de octubre de 1995. Balanzino volvió a tomar las riendas de la Secretaría General hasta el 5 de diciembre de 1995, cuando fue finalmente substituido por Javier Solana.
Balanzino fue profesor en la Universidad Loyola Chicago en Roma.
| Predecesor: Manfred Wörner | Secretario general de la OTAN 1994 | Sucesor: Willy Claes   |
| Predecesor: Willy Claes    | Secretario general de la OTAN 1995 | Sucesor: Javier Solana |